# مين مشين
مين مشين هي مجلة ألعاب فيديو متعددة الأشكال نُشرت بين عامي 1990 و 1992 في المملكة المتحدة.